# Kevin Kline
Kevin Delaney Kline (St. Louis, Missouri, 1947. október 24. –) Oscar-díjas és többszörös Tony-díjas amerikai színész, szinkronszínész, rendező.

## Fiatalkora és családja
Kevin Kline a Missouri állambeli St. Louisban született, édesanyja, Margaret „Peggy” Delaney, aki katolikus ír családból származik, és édesapja, Robert Joseph Kline, aki Németországból kivándorolt zsidók leszármazottja, klasszikus zenerajongó és énekes. Övé volt a The Record Bar, a legnagyobb játék és hanglemezbolt St. Louisban. Az ő családjának a Kline's Inc. üzletlánc volt a tulajdonában. Kline édesanyját a család drámai színházi szereplőjeként jellemezte. Két öccse van, Alex és Christopher, valamint egy nővére, Kate.
Testvéreivel katolikus szellemben nevelték. Kline 1965-ben a Saint Louis Priory Schoolban érettségizett. Ezután az Indiana Egyetemre járt Bloomingtonban, ahol céltudatos klasszikus zongoristaként kezdett. Miután hallgatóként csatlakozott az egyetemi színjátszókörhöz, a Vest Pocket Playershez, beleszeretett a színházba és a zongoráról színjátszásra váltott, ebből is diplomázott 1970-ben.

## Pályafutása
Rögtön ösztöndíjat kapott a Juilliard iskola újonnan alakult dráma szakán, New Yorkban. 1972-ben összeállt néhány ugyanott végzett társával (Patty LuPone és David Ogden Stiers), és megalakították a City Center Acting Companyt (ma The Acting Company), John Houseman égisze alatt. A társulat beutazta az Egyesült Államokat Shakespeare darabok előadásával, valamint egyéb klasszikus színművekkel, illetve a The Robber Bridegroom című musicallel, s az amerikai színházak kedvelt előadóivá váltak.
1976-ban Kline elhagyta a társulatot és New York Cityben telepedett le, elvállalva egy rövid szerepet egy jelenleg már nem működő szappanoperában, a Search for Tomorrow-ban. Ezután 1978-ban visszatért a színpadra Bruce Granit szerepében, aki egy nők bálványa típusú karakter volt a rendező Harold Prince, On the Twentieth Century című musicaljében. Ezért a szerepért kapta első Tony-díját. 1981-ben a rock díva Linda Ronstadttal és az énekes Rex Smith-szel lépett fel a New York Shakespeare Festival keretében, a Penzance kalózai  (The Pirates of Penzance) című komikus operában. A Kalózkirály komikusan lendületes alakításáért újabb Tony-díjat kapott, a legjobb musical főszereplő kategóriában. 1983-ban eljátszotta ugyanezen társaival a szerepet a darab filmváltozatában is, melynek csak korlátozott számú mozielőadása volt.
A következő évek során Kline többször is megjelent a New York Shakespeare Festivalon olyan Shakespeare-darabokban, mint például a III. Richárd, Sok hűhó semmiért, V. Henrik, valamint két Hamlet darabban (ezek egyikét ő is rendezte) és egy szintén Tony-díjra jelölt Falstaffban, amiben a IV. Henrik két részét kombinálták össze.
Miután a The New York Times színi kritikusa, Frank Rich 1982-ben az amerikai Olivier-nek titulálta őt, Kline végül a filmvilágba merészkedett Alan J. Pakula Sophie választása című filmjében. Ő nyerte el a gyötrődő és szeszélyes Nathan vágyott szerepét, Meryl Streep oldalán. Streep Oscar-díjat kapott a filmben játszott szerepéért, Kline-t Golden Globe-díjra és BAFTA-díjra jelölték a legjobb bemutatkozó szerepért.
Az 1980-as években és a '90-es évek elején Kline több filmben is játszott Lawrence Kasdan rendezésében, úgymint A nagy borzongás, Silverado, Grand Canyon, Szeretlek holtodiglan és a Francia csók. 1989-ben Oscar-díjat kapott a legjobb férfi mellékszereplő kategóriában A hal neve: Wanda című brit komédiában, amelyben egy fájdalmasan idióta amerikai ex-CIA-s orgyilkost játszott, John Cleese mint előkelő angol ügyvéd és Jamie Lee Curtis mint a végzet asszonya mellett. 2000-ben az American Film Institute (AFI) 21. helyre sorolta az 100 év 100 nevetés elnevezésű listáján.
Már rengeteg olyan szerepet ajánlottak neki, ami a sztárok világába juttathatta volna, de Kline biztonságos távolságban maradt Hollywood sztárcsináló gépezetétől. Azzal vált híressé, hogy nagyon megválogatta, mely szerepeket fogad el (például olyan erőteljes szerepeket, mint a Grand Canyonban vagy Az élet házában, ami ahhoz vezetett, hogy a filmipar a „Kevin Decline” (Visszautasító Kevin) nevet ragasztotta rá. Több díja, illetve jelölése is volt még: Drama Desk Award, Golden Globe-díj, Gotham Award,  a Hasty Pudding Theatricals által hirdetett Az év férfija-díj, és a St. Louis International Film Festivalon szerzett Lifetime Achievement-díj. A St. Louis-i Hírességek sétányán is kapott egy csillagot.
A filmkritikusok nagy része dicséri Kevin Kline tehetségét. A Newsday azt írta róla, „ő a generációjának legtehetségesebb és legsokoldalúbb amerikai színésze”.
2004. decemberben Kevin Kline 2272. sztárként csillagot kapott a Hollywood-i Hírességek Sétányán a Hollywood Boulevard 7000. számnál.
Legutóbbi színházi szerepében a Lear királyt játszotta a Public Theatre-ben, illetve főszereplője volt a Cyrano de Bergerac egy Broadway-produkciójában, Jennifer Garner mellett. A darabot tizenegy előadás után szüneteltetni kényszerültek a díszletépítők sztrájkja miatt, de azután újra műsorra került. A darabot 2008-ban filmre vették és 2009. januárban került adásba a Great Performances című televíziós sorozat keretében.
2008. január 27-én Kline megnyerte a Screen Actors Guild-díjat Kenneth Branagh Ahogy tetszik című filmjében játszott szerepéért, ami egy Shakespeare mű adaptációja. A filmet 2006-ban mutatták be a mozik Európában. Az Amerikai Egyesült Államokban a mozikat kikerülve egyenesen az HBO műsorára került, 2007. augusztus 21-én.
A Ryan Reynolds főszereplésével készült 2008-as Mindenképpen talán című romantikus vígjátékban tűnik fel, mint Rachel Weisz szeretője, majd egy évre rá egy kis költségvetésű francia alkotásban, a Játszó nő-ben vállal szerepet.
2010-ben Robert Redford, A cinkos című politikai drámájában, Edwin M. Stantont alakítja James McAvoy és Tom Wilkinson társaságában, majd ismét egy könnyed vígjáték, Csak szexre kellesz következik, Ashton Kutcherrel és Natalie Portmannel a főszerepben.
2013-ban az olyan sztárokat, mint Robert De Niro, Michael Douglas és Morgan Freeman felvonultató Last Vegas című filmben látható.

## Magánélete
Kevin Kline felesége a 16 évvel fiatalabb színésznő, Phoebe Cates. A pár New Yorkban él, két gyermekük van, Owen Joseph Kline ( 1991- ), aki főszerepet játszott a 2005-ös A tintahal és a bálna című amerikai drámában, és Greta Simone Kline ( 1994- ). Amikor fiánál fiatalkori cukorbetegséget diagnosztizáltak, Kline aktív szerepet vállalt a Juvenile Diabetes Research Foundationban, ami ennek a betegségnek a kutatásával foglalkozó alapítvány. 2004 novemberében Meryl Streep az alapítvány nevében átnyújtotta neki az Év humanitáriusa díjat, a szervezet érdekében végzett önkéntes erőfeszítéseiért.
2006-ban alapították meg a Kevin Kline-díjat, melyet profi színházi színészek kaphatnak meg St. Louisban, igen sokféle kategóriában, mint például a legjobb színész és színésznő, koreográfia és eredeti darab. Az első díjátadó rendezvény 2006. március 20-án volt.

## Filmográfia

### Film
| Év   | Magyar cím                                     | Eredeti cím                    | Szerep                                              | Magyar hang            | Rendező                                 |
| ---- | ---------------------------------------------- | ------------------------------ | --------------------------------------------------- | ---------------------- | --------------------------------------- |
| 1982 | Sophie választása                              | Sophie's Choice                | Nathan Landau                                       | Gáspár Sándor          | Alan J. Pakula (1.)                     |
| 1982 | Sophie választása                              | Sophie's Choice                | Nathan Landau                                       | Tarján Péter           | Alan J. Pakula (1.)                     |
| 1983 | Penzance kalózai                               | The Pirates of Penzance        | Kalóz király                                        |                        | Wilford Leach                           |
| 1983 | A nagy borzongás                               | The Big Chill                  | Harold Cooper                                       | Dunai Tamás            | Lawrence Kasdan (1.)                    |
| 1985 | Silverado                                      | Silverado                      | Paden                                               | Vass Gábor             | Lawrence Kasdan (2.)                    |
| 1985 | Silverado                                      | Silverado                      | Paden                                               | Csankó Zoltán          | Lawrence Kasdan (2.)                    |
| 1986 | Újra nyílnak a violák                          | Violets Are Blue               | Henry Squires                                       |                        | Jack Fisk                               |
| 1987 | Kiálts szabadságért                            | Cry Freedom                    | Donald Woods                                        | Varga T. József        | Richard Attenborough (1.)               |
| 1988 | A hal neve: Wanda                              | A Fish Called Wanda            | Otto West                                           | Tordy Géza             | Charles Chrichton                       |
| 1989 | Szorul a hurok                                 | The January Man                | Nick Starkey hadnagy                                | Balkay Géza            | Pat O'Connor                            |
| 1989 | Szorul a hurok                                 | The January Man                | Nick Starkey hadnagy                                | Tarján Péter           | Pat O'Connor                            |
| 1990 | Szeretlek holtodiglan                          | I Love You to Death            | Joey Boca                                           | Dörner György          | Lawrence Kasdan (3.)                    |
| 1991 | Folytatásos forgatás                           | Soapdish                       | Jeffrey Anderson / Dr. Rod Randall                  | Szersén Gyula          | Michael Hoffman (1.)                    |
| 1991 | Grand Canyon – A város szíve                   | Grand Canyon                   | Mack                                                | Sinkovits-Vitay András | Lawrence Kasdan (4.)                    |
| 1992 | Felelősségük teljes tudatában                  | Consenting Adults              | Richard Parker                                      | Holl Nándor            | Alan J. Pakula (2.)                     |
| 1992 | Chaplin                                        | Chaplin                        | Douglas Fairbanks                                   | Barbinek Péter         | Richard Attenborough (2.)               |
| 1993 | Dave                                           | Dave                           | Dave Kovic / William Harrison "Bill" Mitchell elnök | Kassai Károly          | Ivan Reitman (1.)                       |
| 1993 | Diótörő                                        | The Nutcracker                 | narrátor (hangja)                                   |                        | Emile Ardolino                          |
| 1994 | Az elveszett hercegnő                          | Princess Caraboo               | Frixos                                              | Vass Gábor             | Michael Austin                          |
| 1995 | Francia csók                                   | French Kiss                    | Luc Teyssier                                        | Gáti Oszkár            | Lawrence Kasdan (5.)                    |
| 1996 | A Notre Dame-i toronyőr                        | The Hunchback of Notre Dame    | Phoebus kapitány (hangja)                           | Rátóti Zoltán          | Gary Trousdale                          |
| 1996 | A Notre Dame-i toronyőr                        | The Hunchback of Notre Dame    | Phoebus kapitány (hangja)                           | Rátóti Zoltán          | Kirk Wise                               |
| 1997 | Jégvihar                                       | The Ice Storm                  | Ben Hood                                            | Rosta Sándor           | Ang Lee                                 |
| 1997 | Fészkes fenevadak                              | Fierce Creatures               | Vince McCain / Rod McCain                           | Tordy Géza             | Fred Schepisi                           |
| 1997 | Fészkes fenevadak                              | Fierce Creatures               | Vince McCain / Rod McCain                           | Tordy Géza             | Robert Young                            |
| 1997 | A boldogító nem                                | In & Out                       | Howard Brackett                                     | Kőszegi Ákos           | Frank Oz                                |
| 1999 | Szentivánéji álom                              | A Midsummer Night's Dream      | Nick Bottom                                         | Máté Gábor             | Michael Hoffman (2.)                    |
| 1999 | Wild Wild West – Vadiúj vadnyugat              | Wild Wild West                 | Artemus "Artie" Gordon helyettes államügyész        | Máté Gábor             | Barry Sonnenfeld                        |
| 1999 | Wild Wild West – Vadiúj vadnyugat              | Wild Wild West                 | Ulysses S. Grant elnök                              | Máté Gábor             | Barry Sonnenfeld                        |
| 2000 | Irány Eldorádó                                 | The Road to El Dorado          | Tulio (hangja)                                      | Selmeczi Roland        | Bibo Bergeron                           |
| 2000 | Irány Eldorádó                                 | The Road to El Dorado          | Tulio (hangja)                                      | Selmeczi Roland        | Don Paul                                |
| 2001 | Jóban–rosszban                                 | The Anniversary Party          | Cal Gold                                            | Tordy Géza             | Jennifer Jason Leigh                    |
| 2001 | Jóban–rosszban                                 | The Anniversary Party          | Cal Gold                                            | Tordy Géza             | Alan Cumming                            |
| 2001 | Az élet háza                                   | Life as a House                | George Monroe                                       | Tordy Géza             | Irwin Winkler (1.)                      |
| 2002 | Narancsvidék                                   | Orange County                  | Marcus Skinner (stáblistán nem szerepel)            | Haás Vander Péter      | Jake Kasdan                             |
| 2002 | A Notre Dame-i toronyőr 2. – A harang rejtélye | The Hunchback of Notre Dame II | Phoebus kapitány (hangja)                           | Rátóti Zoltán          | Bradley Raymond                         |
| 2002 | Császárok klubja                               | The Emperor's Club             | William Hundert                                     | Kőszegi Ákos           | Michael Hoffman (3.)                    |
| 2004 | De-Lovely – Ragyogó évek                       | De-Lovely                      | Cole Porter                                         | Hirtling István        | Irwin Winkler (2.)                      |
| 2004 | De-Lovely – Ragyogó évek                       | De-Lovely                      | Cole Porter                                         | Rosta Sándor           | Irwin Winkler (2.)                      |
| 2006 | A rózsaszín párduc                             | The Pink Panther               | Charles Dreyfus főfelügyelő                         | Gáspár Sándor          | Shawn Levy                              |
| 2006 | Az utolsó adás                                 | A Prairie Home Companion       | Guy Noir                                            | Tordy Géza             | Robert Altman                           |
| 2006 | Ahogy tetszik                                  | As You Like It                 | Jaques                                              | Kulka János            | Kenneth Branagh                         |
| 2007 | Az ártatlanság ára                             | Trade                          | Ray Sheridan                                        | Kőszegi Ákos           | Marco Kreuzpaintner                     |
| 2008 | Mindenképpen talán                             | Definitely, Maybe              | Hampton Roth professzor                             | Barbinek Péter         | Adam Brooks                             |
| 2008 | Cincin lovag                                   | The Tale of Despereaux         | Andre, a szakács (hangja)                           | Józsa Imre             | Sam Fell                                |
| 2008 | Cincin lovag                                   | The Tale of Despereaux         | Andre, a szakács (hangja)                           | Józsa Imre             | Rob Stevenhagen                         |
| 2009 | Játszó nő                                      | Queen to Play                  | Kröger doktor                                       | Barbinek Péter         | Caroline Bottaro                        |
| 2010 | Pót pasi                                       | The Extra Man                  | Henry Harrison                                      | Kőszegi Ákos           | Shari Springer Berman és Robert Pulcini |
| 2010 | A cinkos                                       | The Conspirator                | Edwin M. Stanton                                    | Gáspár Sándor          | Robert Redford                          |
| 2011 | Csak szexre kellesz                            | No Strings Attached            | Alvin Franklin                                      | R. Kárpáti Péter       | Ivan Reitman (2.)                       |
| 2012 | Egy drága társ                                 | Darling Companion              | Dr. Joseph Winter                                   | Csankó Zoltán          | Lawrence Kasdan (6.)                    |
| 2013 | Last Vegas                                     | Last Vegas                     | Sam                                                 | Szacsvay László        | Jon Turteltaub                          |
| 2013 | Robin Hood végnapjai                           | The Last of Robin Hood         | Errol Flynn                                         | Kőszegi Ákos           | Richard Glatzer                         |
| 2013 | Robin Hood végnapjai                           | The Last of Robin Hood         | Errol Flynn                                         | Kőszegi Ákos           | Wash West                               |
| 2014 | Haszonélvezők                                  | My Old Lady                    | Mathias Gold                                        | Forgács Péter          | Israel Horovitz                         |
| 2015 | Dübörög a szív                                 | Ricki and The Flash            | Pete                                                | Kőszegi Ákos           | Jonathan Demme                          |
| 2016 |                                                | Dean                           | Robert                                              |                        | Demetri Martin                          |
| 2017 | A szépség és a szörnyeteg                      | Beauty and The Beast           | Maurice                                             | Hirtling István        | Bill Condon                             |
| 2021 | Élj a mának                                    | Here Today                     | önmaga                                              |                        | Billy Crystal                           |
| 2021 | A seregély                                     | The Starling                   | Dr. Larry Fine                                      | Hirtling István        | Theodore Melfi                          |
| 2021 | Egy jóravaló ház                               | The Good House                 | Frank Getchell                                      | Viczián Ottó           | Maya Forbes                             |
| 2021 | Egy jóravaló ház                               | The Good House                 | Frank Getchell                                      | Viczián Ottó           | Wallace Wolodarsky                      |
| 2022 | Bob burgerfalodája – A film                    | The Bob's Burgers Movie        | Calvin Fischoeder                                   | Forgács Péter          | Loren Bouchard                          |
| 2022 | Bob burgerfalodája – A film                    | The Bob's Burgers Movie        | Calvin Fischoeder                                   | Forgács Péter          | Bernard Derriman                        |

### Televízió
| Év        | Magyar cím          | Eredeti cím                                      | Szerep                         | Megjegyzések                 |
| --------- | ------------------- | ------------------------------------------------ | ------------------------------ | ---------------------------- |
| 1976      |                     | Search for Tomorrow                              | Woody Reed                     | televíziós sorozat           |
| 1976      |                     | The Time of Your Life                            | McCarthy                       | tévéfilm                     |
| 1977      |                     | The CBS Festival of Lively Arts for Young People | Petruchio                      | 1 epizód                     |
| 1980      |                     | The Pirates of Penzance                          | Kalózkirály                    | tévéfilm                     |
| 1988–1993 | Saturday Night Live | Saturday Night Live                              | önmaga (házigazda)             | 2 epizód                     |
| 1990      | Hamlet              | Hamlet                                           | Hamlet                         | tévéfilm                     |
| 1991      |                     | Merlin and the Dragons                           | narrátor (hangja)              | tévéfilm                     |
| 2003      |                     | Freedom: A History of Us                         | több szereplő hangja           | dokumentumsorozat (7 epizód) |
| 2008      |                     | Cyrano de Bergerac                               | Cyrano de Bergerac             | tévéfilm                     |
| 2011–     | Bob burgerfalodája  | Bob's Burgers                                    | Mr. Calvin Fischoeder (hangja) | visszatérő szereplő          |
| 2016      |                     | Maya & Marty                                     | férj                           | 1 epizód                     |
| 2017      |                     | Nature                                           | narrátor                       | 1 epizód                     |
| 2024      | Cáfolat             | Disclaimer                                       | Stephen Brigstocke             | főszereplő                   |

## Díjak és jelölések
- Oscar-díj:
  - 1989. - Díj: legjobb férfi mellékszereplő - A hal neve: Wanda
- BAFTA-díj:
  - 1989. - jelölés: legjobb férfi főszereplő - A hal neve: Wanda
  - 1984. - jelölés: legígéretesebb elsőfilmes főszereplő - Sophie választása
- Emmy-díj:
  - 2017. - jelölés: Legjobb teljesítmény karaktermegszólaltatásban - Bob burgerfalodája
  - 2009. - jelölés: legjobb férfi főszereplő (televíziós minisorozat vagy tévéfilm) - Cyrano de Bergerac
- Golden Globe-díj:
  - 2025. - jelölés: Legjobb férfi főszereplő (minisorozat vagy tévéfilm) - Cáfolat
  - 2005. - jelölés: Legjobb férfi színész (komédia vagy musical) - De-Lovely - Ragyogó évek
  - 1998. - jelölés: Legjobb férfi színész (komédia vagy musical) - A boldogító nem
  - 1994. - jelölés: Legjobb férfi színész (komédia vagy musical) - Dave
  - 1992. - jelölés: Legjobb férfi színész (komédia vagy musical) - Folytatásos forgatás
  - 1983. - jelölés: az év férfi színész felfedezettje - Sophie választása